# Sentžebet
Sentžebet (mađ. Nyugotszenterzsébet) je selo u južnoj Mađarskoj.
Zauzima površinu od 9,22 km četvorna.

## Zemljopisni položaj
Nalazi se na 46° 5' sjeverne zemljopisne širine i 17° 55' istočne zemljopisne dužine. Almáskeresztúr je 4 km sjeverno-sjeverozapadno, Breka je 4 km sjeveroistočno, Čerda je 5 km istočno, Eleš je 4,5 km istočno-sjeveroistočno, Nagyváty je 1 km istočno i jugoistočno, Petreda je 1,5 km južno, Botka je 3 km jugozapadno, Becvara je 4,5 km zapadno. Možgaj je 6 km sjeverozapadno.

## Upravna organizacija
Upravno pripada Sigetskoj mikroregiji u Baranjskoj županiji. Poštanski broj je 7912. 

## Povijest
1332. se spominje kao S. Elyzabeth. Od važnijih plemićkih obitelji, u ovom kraju se spominju članovi obitelji Eszterházy.

## Stanovništvo
Sentžebet ima 241 stanovnika (2001.). Većina su Mađari, a ima oko 10% Roma. Skoro dvije trećine su rimokatolici, a nešto manje od šestine su kalvinisti.

## Vanjske poveznice
- Sentžebet na fallingrain.com